# Ролинс
Ролинс (на английски: Rawlins) е град в окръг Карбън, щата Уайоминг, САЩ. Ролинс е с население от 8538 жители (2000) и обща площ от 19,2 km². Намира се на 2083 m надморска височина. ЗИП кодът му е 82301, а телефонният му код е 307.